# Mario Cruz
Mario Cruz es un saxofonista, arreglista y compositor estadounidense de jazz, nacido en Fort Worth, Texas. 
Siendo estudiante, realizó arreglos y composiciones para la big band de la UNT School of Music, en su ciudad natal. Participó también, en esta época, en la One O`Clock Lab Band y en el TCU Jazz Ensemble, donde desarrolló su capacidad para escribir partituras de jazz. Trasladado a la Universidad de Miami, para estudiar teoría del arreglo musical y técnicas de grabación, conoció a Jaco Pastorius y realizó con él varias giras, grabando con él y con la Word of Mouth Orchestra. Participó después en un grupo All Stars, junto al armonicista Toots Thielemans, el trompeta Randy Brecker, el saxo Bob Mintzer, el batería Peter Erskine, y otros.
En 1984, se incorpora a la banda de jazz rock Blood, Sweat & Tears, donde permanecerá hasta finales del siguiente año. Cruz aprovecha su estancia en el grupo para abrirse puertas en la escena de Nueva York. En los siguientes años participará en las giras y proyectos de algunos de los grandes del rock y el pop: Bruce Springsteen (1988), Joe Cocker, Dave Edmunds, Natalie Cole, Ray Charles o Willy DeVille.
En las últimas décadas, Cruz desarrolla un gran número de trabajos para TV y jingles publicitarios, trasladándose a Denton, en Texas, donde lidera sus propios grupos y mantiene sus trabajos como músico de sesión. Ha compuesto también piezas para orquesta sinfónica, habiendo interpretado obras con la Sinfónica de Fort Worth, entre otras.